# Immundefekt durch Interleukin-1-Rezeptor-assoziierten Kinase-4-Mangel
Der Immundefekt durch Interleukin-1-Rezeptor-assoziierten Kinase-4-Mangel (IRAK4-Mangel) ist eine sehr seltene angeborene Erkrankung mit einem Immundefekt und Neigung zu Infektionen mit pyogenen Bakterien.
Die Erstbeschreibung stammt aus dem Jahre 1998 durch die US-amerikanischen Ärzte Soichi Haraguchi und Mitarbeiter.

## Verbreitung
Die Häufigkeit wird mit unter 1 zu 1.000.000 angegeben, bislang wurden lediglich 8 Familien beschrieben. Die Vererbung erfolgt autosomal-rezessiv.

## Ursache
Der Erkrankung liegen Mutationen im IRAK4-Gen auf Chromosom 12 Genort q12 zugrunde, welches  am Toll-Interleukin-1 (TIR)-Signaltransduktionsweg beteiligt ist.

## Klinische Erscheinungen
Klinische Kriterien sind:
- Krankheitsbeginn in der Kindheit
- Infektionen mit Streptococcus pneumoniae oder Staphylococcus aureus
- Pneumonie, Pyarthros, Zellulitis, Osteomyelitis, Mittelohrentzündung, Meningitis und Sinusitis

## Diagnose
Leitsymptom sind rezidivierende eitrige Infektionen ohne entsprechende Antikörperbildung. Die Diagnose kann durch Nachweis der Mutationen und durch verminderte Antwort von Blutzellen und Fibroblasten auf Stimulation mit verschiedenen Interleukin-1-Rezeptor-(IL-1R-) und Toll-like-Rezeptor-(TLR-)Liganden gesichert werden.

## Differentialdiagnose
Abzugrenzen sind:
- Leukozytenadhäsionsdefekt
- Hiob-Syndrom (Hyper-IgE-Syndrom)
- Septische Granulomatose (Chronische Granulomatose)

## Heilungsaussicht
Die Prognose gilt als günstig, da die Zahl der Infektionen mit dem Alter abnimmt.